# Ku (kana)
A hiragana く, katakana ク, Hepburn-átírással: ku, magyaros átírással: ku japán kana. Mindkét írásjegy a 久 kandzsiból származik. A godzsúonban (a kanák sorrendje, kb. „ábécérend”) a nyolcadik helyen áll. A く Unicode kódja U+304F, a ク kódja U+30AF. A dakutennel módosított alakok (hiragana ぐ, katakana グ) átírása gu, kiejtése a szó elején [ɡu͍], szó közepén [ŋu͍] vagy [ɣu͍]. Handakutennel (゜) módosított alakja a köznyelvben nem létezik, nyelvészek a nazális [ŋu͍] szótag leírására használhatják.
|            | Hepburn és magyaros | Hiragana (Unicode) | Katakana    |
| ---------- | ------------------- | ------------------ | ----------- |
| Alapalak   | ku                  | く (U+304F)        | ク (U+30AF) |
| Dakutennel | gu                  | ぐ (U+3050)        | グ (U+30B0) |

## Vonássorrend
|  |  |
|  |  |